# Guam op de Olympische Zomerspelen 2020
Guam neemt deel aan de Olympische Zomerspelen 2020 in Tokio, Japan.

## Atleten
| sport     | mannen | vrouwen | totaal |
| --------- | ------ | ------- | ------ |
| Atletiek  | 0      | 1       | 1      |
| Judo      | 1      | 0       | 1      |
| Worstelen | 0      | 1       | 1      |
| Zwemmen   | 1      | 1       | 2      |
| totaal    | 2      | 3       | 5      |

## Deelnemers en resultaten

### Atletiek
Vrouwen
Loopnummers
| atlete        | onderdeel | series | series | kwartfinale    | kwartfinale    | halve finale   | halve finale   | finale         | finale         |
| atlete        | onderdeel | tijd   | rang   | tijd           | rang           | tijd           | rang           | tijd           | rang           |
| ------------- | --------- | ------ | ------ | -------------- | -------------- | -------------- | -------------- | -------------- | -------------- |
| Regine Tugade | 100 m     | 12,17  | 4      | niet geplaatst | niet geplaatst | niet geplaatst | niet geplaatst | niet geplaatst | niet geplaatst |

### Judo
Mannen
| atleet         | onderdeel | eerste ronde         | tweede ronde         | derde ronde          | kwartfinale          | halve finale         | herkansing           | finale / BM          | finale / BM    |
| atleet         | onderdeel | tegenstander uitslag | tegenstander uitslag | tegenstander uitslag | tegenstander uitslag | tegenstander uitslag | tegenstander uitslag | tegenstander uitslag | rang           |
| -------------- | --------- | -------------------- | -------------------- | -------------------- | -------------------- | -------------------- | -------------------- | -------------------- | -------------- |
| Johster Andrew | −81 kg    | Murdorov V 000–100   | niet geplaatst       | niet geplaatst       | niet geplaatst       | niet geplaatst       | niet geplaatst       | niet geplaatst       | niet geplaatst |

### Worstelen
Vrouwen
Vrije stijl
| atlete         | onderdeel | eerste ronde         | kwartfinale          | halve finale         | herkansing           | finale / BM          | finale / BM    |
| atlete         | onderdeel | tegenstander uitslag | tegenstander uitslag | tegenstander uitslag | tegenstander uitslag | tegenstander uitslag | rang           |
| -------------- | --------- | -------------------- | -------------------- | -------------------- | -------------------- | -------------------- | -------------- |
| Rckaela Aquino | −53 kg    | Bolortuyaa V 0-4     | niet geplaatst       | niet geplaatst       | niet geplaatst       | niet geplaatst       | niet geplaatst |

### Zwemmen
Mannen
| atleet          | onderdeel        | series | series | halve finale   | halve finale   | finale         | finale         |
| atleet          | onderdeel        | tijd   | rang   | tijd           | rang           | tijd           | rang           |
| --------------- | ---------------- | ------ | ------ | -------------- | -------------- | -------------- | -------------- |
| Jagger Stephens | 100 m vrije slag | 52,72  | 57     | niet geplaatst | niet geplaatst | niet geplaatst | niet geplaatst |

Vrouwen
| atlete                | onderdeel        | series  | series | halve finale   | halve finale   | finale         | finale         |
| atlete                | onderdeel        | tijd    | rang   | tijd           | rang           | tijd           | rang           |
| --------------------- | ---------------- | ------- | ------ | -------------- | -------------- | -------------- | -------------- |
| Mineri Kurotori Gomez | 100 m vrije slag | 1.04,00 | 51     | niet geplaatst | niet geplaatst | niet geplaatst | niet geplaatst |